# Con pelotas
Con pelotas es la sexta producción de la banda mexicana de rock Cuca. Después de 10 años de no grabar un disco en estudio, en abril de 2006 la banda regresó nuevamente con un nuevo álbum.
“Con pelotas” retoma el humor satírico y estilo musical que caracterizó a la banda en sus dos primeros álbumes de estudio, ahora aprovechando las técnicas de grabación digital que no existían cuando dichos discos fueron grabados. Musicalmente, es un disco bien balanceado que incorpora balada rock (“No creo en el amor” y “Cruda soledad”), rock ligero (“Mátame antes” y “Marvelous”) y rock pesado (“La Cuca llegó”, “Gordibuenas”, “Metrosexual” y “Slam”).

## Lista de canciones
1. La Cuca llegó (Fors/Ochoa)
2. Reprobado (Fors/Ochoa)
3. Gordibuenas (Fors/Ochoa)
4. Mátame antes (Fors/Ochoa)
5. Rock y sólo rock (Fors/Ochoa)
6. No creo en el amor (Fors/Ochoa)
7. Metrosexual (Fors/Ochoa)
8. Tetas y chelas (Fors/Ochoa)
9. Slam (Fors/Ochoa)
10. Marvelous (Fors/Ochoa)
11. Patadón (Fors/Ochoa)
12. Ya mamaste (Fors/Ochoa)
13. Cruda soledad (Fors/Ochoa)